# Morio Hoshi
Morio Hoshi (japanisch 星 守雄 Hoshi Morio; geboren 1934 in Tokio) ist ein japanischer Maler im Yōga-Stil.

## Leben und Wirken
Morio Hoshi machte 1957 seinen Abschluss in der Abteilung für Ölmalerei an der Universität der Künste Tokio und schloss ein Aufbaustudium an seiner Alma Mater an, das er 1959 beendete.
1959 konnte Hoshi ein Bild auf der Ausstellungsreihe der „Kokugakai“ (国画会) zeigen – es wurde mit einem Preis ausgezeichnet. 1961 wurde er eingeladen, Bilder auf der „Internationalen Ausstellung Pittsburgh“ zu zeigen. 1963 wurde er Mitglied der „Kokugakai“. Von 1967 bis 1978 hielt sich Hoshi in Frankreich auf und bildete sich in Paris an der Académie Julian weiter.
1974 beteiligte er sich, zusammen mit Ban Shindō, Nakane Hiroshi, Kunio Komatsuzaki und anderen an der ersten Ausstellung der „Rei no kai“ (黎の会). Von 1977 bis 1998 beteiligte er sich an den Ausstellungen einer Reihe von Künstlergesellschaften, wie „Wa no kai“ (和の会), „Shinju-kai“ (新樹会), „Taizan-kai“ (泰山会), „Fūsi-kai“ (冬星会), „Meishō-kai“ (名称会), „Mori no kai“ (杜の会). In den Jahren 1996 bis 2005 stellte Hoshi in der „Galerie Kanda“ (神田画廊) aus.
Hoshi unterrichtete an seiner Alma Mater, an der „Joshi bijutsu tanki daigaku“ (女子美術短期大学), an der Nihon-Universität und an anderen Stellen. Er wurde mit dem „Ōhashi-Preis“ ausgezeichnet.
Hoshis bildnerisches Werk ist gegenständlich, oft abstrahierend, es ist geprägt durch eine starke Farbigkeit. Aus seiner Pariser Zeit stammt das Bild „Hashi no mieru kafue“ (橋の見えるカフェ) – „Eine Brücke, sichtbar vom Café“.